# لورينز هارت
لورنز ميلتون هارت (بالإنجليزية: Lorenz Milton Hart)‏ (2 مايو 1895-22 نوفمبر 1943) شاعر غنائي أمريكي، شارك في تشكيل فرقة برودواي للكِتابة الغنائية تحت مُسمى فريق "رودجرز وهارت"، وكان يُطلق عليه الشاعر المُعبِّر من الجيل الحضري والذي نضج أثناء فترة ما بين الحربين العالميتين."

## مسيرته المهنية
ولِدَ هارت بحي هارلم في مدينة نيويورك، وهو الابن الأكبر لأبوين من اليهود المهاجرين من ألمانيا (ماكس وفريدا (إيزينبرج) هارت).أرسله والده إلى مدارس خاصة، كما أصبح شقيقه تيدي هارت أيضاً نجمًا للكوميديا الموسيقية كما وكتبت زوجته دوروثي هارت سيرة حياة لورينز هارت.
درس هارت في كلية الصحافة بـجامعة كولومبيا لمدة عامين. وخلال هذه الفترة، بدأ بكتابة أغاني في سلسلة من انتجات الطلبة والهواة، مع صديقه ريتشارد رودجرز.
وبحلول عام 1918، كان هارت يعمل مسرح أسسه الإخوة شوبرت، مترجماً للمسرحيات الألمانية إلى اللغة الإنجليزية. وفي عام 1919، ظهرت مسرحية روميو وحيدًا ببرودواي أغنية «خذني معك إلى أي مكان قديم»، من كلمات هارت ورودجرز، كما احتوت الكوميديا الغنائية «فتاة الريتز الصغيرة البائسة» على ست أغنيات من تأليف الرجلين عام 1920.
واشترك هارت ورودجرز أيضاً مع بعضهما لكتابة أغنيات العمل المسرحي الساخر الذي أنتجته نقابة المسرح عام 1925 أفراح غاريك ، والذي لاقى نجاحًا ذاع صيته بين المؤلفَين ونالا به إشادة كبيرة.
وكتب لاحقًا رودجرز وهارت موسيقى وكلمات 26 مسرحية غنائية ببرودواي خلال شراكتهما التي امتدت لأكثر من عقدين ولن تنتهي إلا بوفاة هارت في سن مبكرة.

### أشهر أعمال رودجرز وهارت
تعد مسرحية أطفال يحملون السلاح، وصبية سيراكيوز (أول تقديم لمسرحية شكسبير على المسرح الغنائي)، بال جوي، على أصابع قدميك، من أشهر وأكبر المسرحيات التي قدمها الثنائي. واتصفت أغاني رودجرز وهارت بالحميمية وقُدِّر لها أن تحيا طويلاً خارج نطاق المسرح. وتُعد الكثير من أعمالهما مؤلَفَّات مرجعية قياسية للمطربين ولعازفي موسيقى الجاز.
ومن ضمن المطربين البارزين الذين أدوا أغانيهم وسجلوها:
- فرانك سيناترا
- بيلي هوليدي
- إلا فيتزجيرالد
- وبلوزوم ديري
- كارلي سيمون [6]

### أشهر أعمالهما في الأفلام
كتب الثنائي رودجرز وهارت موسيقى وكلمات العديد من الأفلام، ومنها:
- أحبني الليلة (1932)
- الرئيس الوهمي (1932)
- الشكر لله، أنا المتشرد (1933)
- وميسيسيبي (1935).[7]

خلال، فترة الكساد الكبير، كان هارت يكسب ستين ألف دولار سنويًا وأصبح نقطة جذب للكثير من الناس. وأقام العديد من الحفلات الكبيرة. ومن عام 1938، أصبح هارت يسافر في أغلب الأحيان وبدأ يعاني من سُكره. كما تأثر كثيرًا بوفاة والدته في أواخر أبريل عام 1943.
وكان آخر عمل يشارك فيه هارت مع رودجرز في خريف عام 1943 في مسرحية كونيكتيكت يانكي. وتوفي بعد عرضها ببضعة أيام. وبعد وفاة هارت، تعاون رودجرز مع أوسكار هامرستاين الثاني، والذي سبق وتعاون معه في وقتٍ سابق من ذلك العام وقدما المسرحية الغنائية المبهرة أوكلاهوما!.

## أسلوبه الموسيقي
يرى توماس هيشاك هارت بأن لديه مهارة رائعة في استخدام الكلمات متعددة المقاطع والقوافي الداخلية، ولطالما أشاد الناس بكلمات أغانيه بسبب سخريتها وظرفها وتطورها الفني.
وأشار ستيفن هولدن، الكاتب في صحيفة نيويورك تايمز، إلى أن أغنيات هارت القصصية تنقل العديد من مشاعر الحزن التي تُدمي القلب وتعكس قناعته بعدم جاذبيته، فهو متيقن من أن شكله لم يصل إلى الدرجة التي تغري أحدًا كي يحبه. وأضاف أن هارت «في قصائده، كما كان في حياته، يقف مقتنعًا بأنه شخص وحيد. على الرغم من أنه كتب عشرات الأغاني الهزلية والمرحة والتي يملؤها التلاعب الحاذق بالألفاظ، إلا أن قابلية تلك الأغنيات على امتصاص الحزن المختبئ وراء ستائر الكلمات يجعلها تنطوي على عاطفةٍ فريدة».

## حياته الشخصية
عاش هارت مع والدته الأرملة لأعوامٍ عديدة، وحصل على البكالوريوس، كما عانى من إدمانه للكحول، فكان من الممكن أحيانًا أن يختفي لأسابيع في أوقات معاقرته للكحول.
وعانى هارت طوال حياته من الكآبة. وأدى سلوكه الشارد في الغالب إلى وقوع خلاف بينه وبين رودجرز ووصل الأمر إلى انهيار شراكتهما عام 1943 قبيل وفاته. وبدأ رودجرز حينذاك في التعاون مع أوسكار هامرستاين الثاني.
وتُوفي هارت بعدما تأثر بشدة بوفاة والدته بعد سبع سنوات في مدينة نيويورك متأثراً من مرض ذات الرئة (الالتهاب الرئوي الحاد) في الثاني والعشرين من نوفمبر عام 1943. ودفن في مقبرة جبل صهيون في مقاطعة كوينز، بنيويورك. وقد حذف الكثير من ظروف حياته وتهيئتها لتكون قصة رومانسية في الفيلم الذي أنتجته شركة مترو غولدوين ماير (MGM) عام 1948، فيلم السيرة الكلمات والموسيقى.

## أعماله المسرحية المختارة
- 1925 أفراح غاريك (The Garrick Gaieties)
- 1927 كونيكتيكت يانكي، وهي قائمة على رواية مارك توين (Mark Twain)
- 1928 تحية السلاح
- 1935 الجامبو
- 1936 على أصابع قدميك (On Your Toes)
- 1937 أطفال يحملون السلاح (Babes in Arms)
- 1938 الصبية من سيراكيوز (The Boys from Syracuse)، قائمة على مسرحية ويليام شكسبير، كوميديا الأخطاء (The Comedy of Errors)
- 1938 تزوجت ملاكا (I Married an Angel)
- 1938 الكثير من الفتيات
- 1940 أعلى فأعلى
- 1940 بال جوي، قائمة على عمل جون أوهارا (John O'Hara)
- 1942 فعلها جوبيتر (By Jupiter)

## أغنيات بارزة
| - «سفينة بلا شراع (A Ship Without a Sail)» - «مسحور ومنزعج ومحتار (Bewitched, Bothered, and Bewildered)» - «القمر الأزرق» - «الغرفة الزرقاء» - «الرقص على السقف» - «الوقوع في الحب مع الحب (Falling in Love with Love)» - «مسرور لأني غير سعيد (Glad to Be Unhappy)» - «هل قابلت الآنسة جونز؟ (Have You Met Miss Jones?)» - «كان جيدا للغاية معي (He Was Too Good to Me)» - «يمكنني أن أكتب كتابا (I Could Write a Book)» - «لم أكن أعرف ما الوقت حينذاك (I Didn't Know What Time It Was)» - «يا ليتني أقع في الحب ثانية (I Wish I Were in Love Again)» - «سأخبر الرجل في الشارع» - «ربحت خمسة دولارات (I've Got Five Dollars)» - «أليس رومانسيا؟ (Isn't It Romantic?)» - «لم تعنيني بالمرة (It Never Entered My Mind)» - «من السهل أن أتذكر» - «جوني ملاحظة واحدة من فضلك (Johnny One Note)» - «Little Girl Blue» | - «المحب» - «مانهاتن» - «جبل الخضار (Mountain Greenery)» - «عيد حبي المضحك (My Funny Valentine)» - «ما زال قلبي عالقا (My Heart Stood Still)» - «My Romance» - «اسع لرزقك (Sing for Your Supper)» - «الربيع هنا (Spring Is Here)» - «الرقصة بعشرة سنتات (Ten Cents a Dance)» - «السيدة متشردة (The Lady Is a Tramp)» - «أجمل فتاة في العالم» - «يوجد فندق صغير (There's a Small Hotel)» - «لا يمكن أن يكون هذا حبًا» - «أنت مغرور (Thou Swell)» - «كي يستمر حبي (To Keep My Love Alive)» - «أين أو متى (Where or When)» - «بأغنيةٍ في قلبي» - «أنت استغللتني (You Took Advantage of Me)» |

## كتابات أخرى
- أصدقاء مكتبات USC. «قلب المادة: احتفال لورينز هارت»، 30 سبتمبر 1973. [لوس أنجلوس]: أصدقاء مكتبات USC ، جامعة جنوب كاليفورنيا، 1973.
- هارت، دوروثي. "" أنت سويل، أنت ويتي: حياة وكلمات لورنز هارت "، نيويورك: هاربر ورو، 1976.
- مارمورشتاين، غاري. «سفينة بلا شراع»، نيويورك: سايمون اند شوستر، 2012.
- ماركس وصموئيل وجان كلايتون. "رودجرز وهارت: مسحور، منزعج، ومفسد: حساب قصصية  ، نيويورك: بوتنام، 1976.
- نولان، فريدريك و. "لورينز هارت: شاعر في برودواي . نيويورك: مطبعة جامعة أكسفورد، 1994.

## وصلات خارجية
- لورينز هارت على موقع IMDb (الإنجليزية)
- لورينز هارت على موقع الموسوعة البريطانية (الإنجليزية)
- لورينز هارت على موقع ميوزك برينز (الإنجليزية)
- لورينز هارت على موقع قاعدة بيانات برودواي على الإنترنت (الإنجليزية)
- لورينز هارت على موقع قاعدة بيانات برودواي على الإنترنت (الإنجليزية)
- لورينز هارت على موقع إن إن دي بي (الإنجليزية)
- لورينز هارت على موقع أول ميوزيك (الإنجليزية)
- لورينز هارت على موقع ديسكوغز (الإنجليزية)
- لورينز هارت على موقع قاعدة بيانات الفيلم (الإنجليزية)
- لورينز هارت في قاعدة بيانات أقل من برودواي على الإنترنت